# Claude Kiambe
Claude Kiambe, med artistnamnet Claude, född den 16 september 2003 i Demokratiska republiken Kongo, är en nederländsk sångare. Han representerade Nederländerna i Eurovision Song Contest 2025 med låten "C'est la vie" som slutade på en tolfte plats i finalen.
Claude slog igenom som artist 2022 med låten Ladada (Mon dernier mot) som toppade nederländska försäljningslistan.